# Мраморный зал

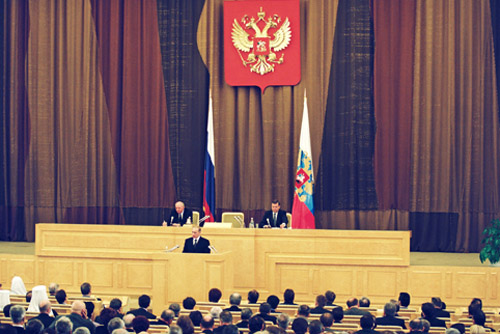
Президент России В. В. Путин выступает с посланием к Федеральному собранию в Мраморном зале, 3 апреля 2001 года

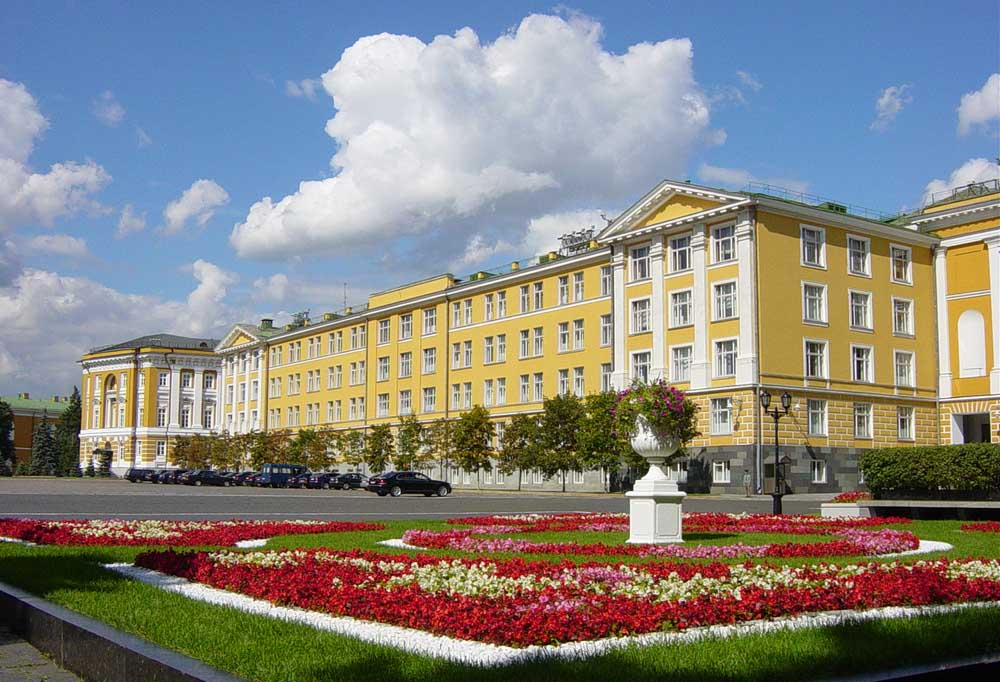
14-й корпус Кремля, в котором располагался Мраморный зал. 2006 год

Мраморный зал — помещение, находившееся в утраченном 14-м корпусе московского Кремля. Здание, являвшееся первой советской постройкой в Кремле и служившее резиденцией президента Российской Федерации, было снесено в 2016 году. Зал вместимостью 788—1000 человек был построен в 1982 году для проведения пленумов ЦК КПСС. Его стены были украшены белым мрамором.

## История
В июне 1993 года зал был местом проведения Конституционного совещания, выработавшего в нём проект Конституции Российской Федерации.
До апреля 2007 года зал являлся местом оглашения Президентом России ежегодного Послания Федеральному собранию.
В 2016 году, после дорогостоящего ремонта, 14-й корпус Кремля несмотря на протесты градозащитников был снесён. На его месте был разбит парк, открывшийся для посещения 10 мая 2016 года. Обнаруженные при сносе подземелья средневековых храмов и монастырей, а также Малого Николаевского дворца были сохранены и музеефицированы.